# منهل الحبوبي
منهل عزيز الحَبُّوبِي (5 أيلول 1970 -)،مهندس عراقي، شغَلَ منصب مدينة بغداد، ابتداء من 20 أيلول عام 2020. حتى 28 تشرين الأول عام 2020، حين أُعلنَ عن استقالته المفاجئة المؤرخة يوم 2020/10/27 بسبب الحاجة للتفرغ لعلاج طبي طويل الأمد، وتعيين علاء العماري بدلاً منه. وكان منهل الحبوبي يوم 21 تشرين الأول سنة 2020 قد حذّرَ من غرق محتمل لبغداد في موسم الشتاء بسبب سوء الاستعدادات وتقاعس مسؤولين عن واجباتهم.

## المهنة
حصل منهل عزيز الحبوبي على شهادة الماجستير في فلسفة العمارة، ويعمل في مجال الهندسة المعمارية، شارك في مسابقة لتصميم المجمع الجديد للأمانة العامة لمجلس الوزراء في بغداد، وكانت المعمارية زها حديد من المتنافسين، وفاز بها الحبوبي عُيّن أميناً للعاصمة بغداد خلَفاً لذكرى علوش في يوم 14 أيلول عام 2020، وباشر عمله يوم 20 أيلول. قال منهل عن نفسه إنه شخصية مستقلة ولا ينتمي إلى أي حزب وكان تعيينه بشكل مباشر من قبل رئيس مجلس الوزراء مصطفى الكاظمي  

## التحصيل الدراسي
ماجستير في الهندسة المعمارية من جامعة بغداد بدرجة امتياز عام 2000